# Frederick Chatburn
Frederick William Chatburn (sinh năm 1878) là một cầu thủ bóng đá người Anh thi đấu ở vị trí tiền vệ chạy cánh.